# 노란 손수건 (2003년 드라마)
《노란 손수건》은 2003년 2월 3일부터 2003년 10월 3일까지 방영된 한국방송공사 1TV 일일연속극이다.

## 기획 의도
젊은이들의 사랑과 야망, 이별, 성공, 배신, 갈등, 사랑과 화해의 이야기를 통해 서로 다른 방식으로 사랑의 길을 찾아가는 여정을 담아내고, 기다림과 용서로 비로소 완성되는 진정한 사랑의 가치를 되새길 수 있는 흥미롭고 감동적인 드라마

## 방송 시간
| 방송 채널 | 방송 기간                                         | 방송 시간                     | 방송 분량 |
| --------- | ------------------------------------------------- | ----------------------------- | --------- |
| KBS 1TV   | 2003년 2월 3일 ~ 2003년 10월 3일 [1회~169회] (본) | 매주 평일 저녁 8:25 ~ 밤 9:00 | 35분      |

## 등장 인물

### 주요 인물
- 이태란 : 윤자영 역 - 편모슬하의 맏딸, 생활 도자기 디자이너

```
"차라리 날 죽으라 그래."
```

생활 도자기 디자이너 자영은 척추가 여물기도 전에 책임감부터 배운 여자다. 편모슬하의 맏딸로 자란 탓인데, 그러면서도 의지가 강하고 긍정적이며 사려가 깊다. 여러모로 부족한 생활이지만, 성품 하나는 넉넉하다. 가지지 못할 것에 대해서는 탐한 적도 한탄한 적도 없으나 기왕 가진 것에 대해서는 강한 애착으로 지킨다. 그런 자영에게는 오랜 연인 상민이 있다. 둘 다 집안 형편이 어려워 결혼을 미루고 있을 뿐 결혼은 자영에게나 가족에게나 기정 사실이다. 그런데 상민으로부터 느닷없는 결별을 통보받는다.
- 김호진 : 이상민 역 - 리조트 경영 기획팀장, 자영의 애인

```
"다른 여자가 생겼어."
```

리조트 경영 기획팀 영원히 철 안드는 단역 배우인 아버지 덕분에 집안은 늘 가난했고 아르바이트를 하며 어렵게 대학을 나왔다. 항상 가난이라는 장애는 그를 힘들게 했고 그 힘겨움은 집념과 자존심으로 위장되었다. 지금은 리조트 경영 기획팀의 유능한 젊은 팀장이다. 삼개월 전 창업주가 세상을 떠나고 미국에 있던 딸 조민주가 돌아와 회사의 오너가 되면서 상민은 회사 전반에 대한 브리핑으로 점수를 따고 민주의 보좌관이 되었다. 그리고 두 사람의 관계가 급속도로 남녀사이로 발전하면서 상민은 자영에게서 마음이 식어간다. 그리고 자영에게 한없이 냉혹한 남자로 변한다.
- 추상미 : 조민주 역 - 리조트 사장, 상민의 부인

```
"우리 사이에 끼어 드는 건 싫어."
```

00리조트 사장 일찍 엄마가 돌아가시고 아버지의 비서가 계모가 되면서 독립심이 강한 소녀로 자랐다. 화려한 외모에 솔직하고 열정적인 성격이지만 아버지를 잃은 상실감과 회사에 대해 전혀 아는 것이 없는 불안은 유능한 젊은 사원 상민을 만나면서 위로와 자신을 얻는다. 타고난 솔직함과 자유스러운 성격은 상민과의 상하 관계를 무너트리고 사랑하게 된다. 그녀의 직선적인 성격은 상민에게 여자가 있는지 조차도 생각해 본 적이 없는 채 열정적인 성격대로 초고속으로 결혼을 결심한다.
- 조민기 : 정영준 역 - 사채업계의 큰손인 손할머니 손자, 자영과 재혼, 민주의 애인.

```
"기다릴게, 내 운명이니까."
```

사채업계의 큰손인 손할머니 손자. 일찍 부모님을 여의고 손할머니 손에 자랐다. 미국에서 MBA를 공부하고 할머니의 성화로 귀국을 한다. 할머니를 닮아 유쾌하고 마음이 넓고 운동을 좋아하는 멋쟁이다. 미국에서 결혼했지만 아내의 요구로 현재는 별거중이다. 할머니 때문에 자영을 알게 되고 자영에게 격이 없는 편안함을 느낀다. 편안하고 좋은 감정은 사랑으로 발전하지만 영준에게는 아내와 별거중이라는 상황이 자영에게는 떨쳐내지 못하는 과거와 아이가 두 사람 사이의 발목을 잡는다.

### 자영네
- 연정훈 : 윤태영 역 - 자영의 남동생, 날건달
- 소이현 : 윤나영 역 - 자영의 여동생
- 강부자 : 외할머니 역 - 자영, 태영, 나영의 외할머니
- 이병준 : 윤지민 역 - 자영의 아들

### 상민네
- 주현 : 이운규 역 - 상민의 아버지 (본명은 달수), 단역 엑스트라
- 진지희 : 이유나 역 - 민주와 상민의 입양딸

### 민주네
- 한가인 : 조선주 역 - 민주의 배다른 동생, 태영의 애인
- 선우은숙 : 오경애 역 - 민주의 계모, 23년 전 민주 아버지의 비서

### 영준네
- 김영옥 : 손할머니 역 - 사채업계의 큰손, 자영의 보호자
- 전혜진 : 황현지 역 - 영준의 전 여자친구

### 미령네
- 이유리 : 나미령 역 - 퀵 서비스 집 외동딸, 태영의 부인
- 장용 : 나영만 역 - 퀵 서비스 사장, 미령의 아버지
- 이미영 : 이한순 역 - 영만의 아내, 미령의 엄마

### 그 외 인물
- 이찬 : 기훈 역 - 나영의 채팅상대
- 김수근 : 준하 역 - 선주의 로드매니저
- 조양자 : 조 여사 역 - 도우미 아줌마, 운규와 재혼
- 김나운 : 주연 역 - 자영의 직장 동료
- 손종범 : 과장 역 - 자영의 직장 과장
- 최석구 : 나용식 역 - 영만네 퀵 서비스센터 직원
- 전성애
- 현숙희 : 영미네 역 - 영준네 가사 도우미
- 송민형 : 유나의 아버지 역
- 김정하 : 유나의 어머니 역
- 이정혁
- 김미성
- 김희정

## 시청률
- AGB닐슨 미디어리서치에 따르면 전체 평균 시청률은 23.2%였으나 <인어 아가씨>가 종영된 6월 27일 이후 평균 시청률은 30.3%이고, 최고 시청률은 36.9%(9월 18일)이다.[1]

## 수상
- 2003년 KBS 연기대상 남자 최우수연기상 김호진
- 2003년 KBS 연기대상 여자 최우수연기상 이태란
- 2003년 KBS 연기대상 여자 우수연기상 추상미
- 2003년 KBS 연기대상 남자 신인상 연정훈
- 2003년 KBS 연기대상 여자 신인상 한가인
- 2003년 제5회 남녀평등방송상[2]

## 참고 사항
- 박정란 작가가 1993년 종영된 <들국화> 이후로 10년만에 KBS에서 집필한 작품으로, MBC <인어 아가씨>의 흥행 때문에 초반에는 기대 이하의 반응이었으나 <인어 아가씨> 종영 후 큰 인기를 얻었다. 높은 시청률 외에도 현재 법개정을 둘러싸고 논란이 되고 있는 호주제에 대한 진지하면서도 이해하기 쉬운 접근으로도 사회적 반향을 일으켰다.
- 그러나, 출세 밖에 모르는 남자가 여자를 버리는 내용이나 인물설정, 줄거리가 박정란 작가가 80년대에 집필한 MBC <내일 잊으리>, <젊은이의 양지>와 비슷하다는 지적이 있었다.[3] 아울러, 배신한 남자의 아내가 아이를 낳지 못하는 등의 구태의연한 설정과 양측의 갈등을 선악 대비로 몰고가는 내용을 다루어 비판을 받았다.
- 2002년 가을 개편 때부터 드라마를 준비해왔던 제작진은 대선 기간 동안 노무현 민주당 후보가 2번이 적힌 노란 띠를 두르자, '노란'이란 단어가 구설수에 오르지 않을까 염려하였다.[4] 결국 제작진은 대선이 끝난 후에야 '노란 손수건'이라는 제목을 세상에 내놓을 수 있었다.
- 극중 이유나 역을 맡았던 진지희의 데뷔작이기도 하다.
- 함께 출연했던 한가인과 연정훈이 연인관계로 발전하여 2005년 결혼하였다.

## 같이 보기
- 호주제
- 자의 성과 본: 자(子)의 성과 본을 규정한 대한민국 민법 규정 개정 내용 설명.